# Граф Монте-Кристо (аниме)
«Граф Монте-Кристо» или «Gankutsuou: The Count of Monte Cristo» (яп. 巌窟王 Ганкуцуо:, досл. «Король пещеры» — название романа в японском переводе) — аниме, по мотивам одноимённого романа Александра Дюма.
В аниме используется очень оригинальная рисовка — подвижные контуры на переднем плане на фоне статичных узоров и градиентов на заднем. Транспорт и некоторые детали интерьера созданы с использованием трёхмерной графики.

## Сюжет
Действия сериала разворачиваются в далёком будущем, в 5050-х годах. Молодой джентльмен Альбер де Морсер отправляется в путешествие со своим другом Францем. Встреча с таинственным графом Монте-Кристо в корне меняет его жизнь, и юноша оказывается вовлечен в коварную игру графа, мечтающего отомстить бывшим друзьям, среди которых отец Альбера.

## Главные герои
Граф Монте-Кристо (Эдмон Дантес, он же Король Пещеры) — главный персонаж. Его цель — месть обидчикам. Напоминает вампира с синей кожей. Имеет длинные пышные иссиня-чёрные волосы и разноцветные глаза (красный и изумрудный). Неизвестно, кто он и откуда, почти никому из персонажей. Граф загадочен и мрачен, очаровывает всех дам Парижа с первого взгляда, вечно выручает из переделок Альбера. Из-за какой-то болезни, которую Эдмон подцепил в космосе, теперь обладает сверхчеловеческой силой, и его поглощает своего рода внутренний демон – об этом он рассказал Альберу. Много путешествовал по миру и по космосу. Владеет огромным состоянием.
Альбер де Морсер — главный герой. Сын возлюбленной Дантеса и графа де Морсер, который в прошлом «подпортил» жизнь Эдмону. Молодой человек каталонского происхождения с тёмно-каштановыми волосами и голубыми, как небо, глазами. Доброжелателен к окружающим, открыт, несколько наивен. В его день рождения был убит его лучший друг.
Франц д'Эпине — навязываемый отцом Валентине де Вильфор жених.  Друг Альбера де Морсер, за которого он искренне переживает и всегда готов прийти на выручку. Сын барона д'Эпине, убитого на дуэли Нуартье де Вильфором. По национальности француз. Внешне блондин с карими глазами. Благороден и самоотвержен, в середине сюжета погибает на дуэли от руки Монте-Кристо, подменив собою Альбера.
Гайде — невольница графа, которую тот воспитал и даровал свободу. Королевских кровей. На её мир напали земляне, а отец, решив заключить мир с людьми, был лишён трона и убит на глазах у дочери Фернаном де Морсером (тогда ещё Фернаном Мондего). После этого девочка попала в рабство, и Эдмон выкупил её.
Эжени Данглар – дочь барона Данглара, ещё одного врага Эдмона, причастного к его заключению в замок Иф. Подруга детства Франца и Альбера, помолвлена с последним и влюблена в него. Мечтает о музыкальной карьере.